# Elisabeth Charlotte av Pfalz
Ej att förväxla med: Elisabeth Charlotta av Pfalz (1597–1660)

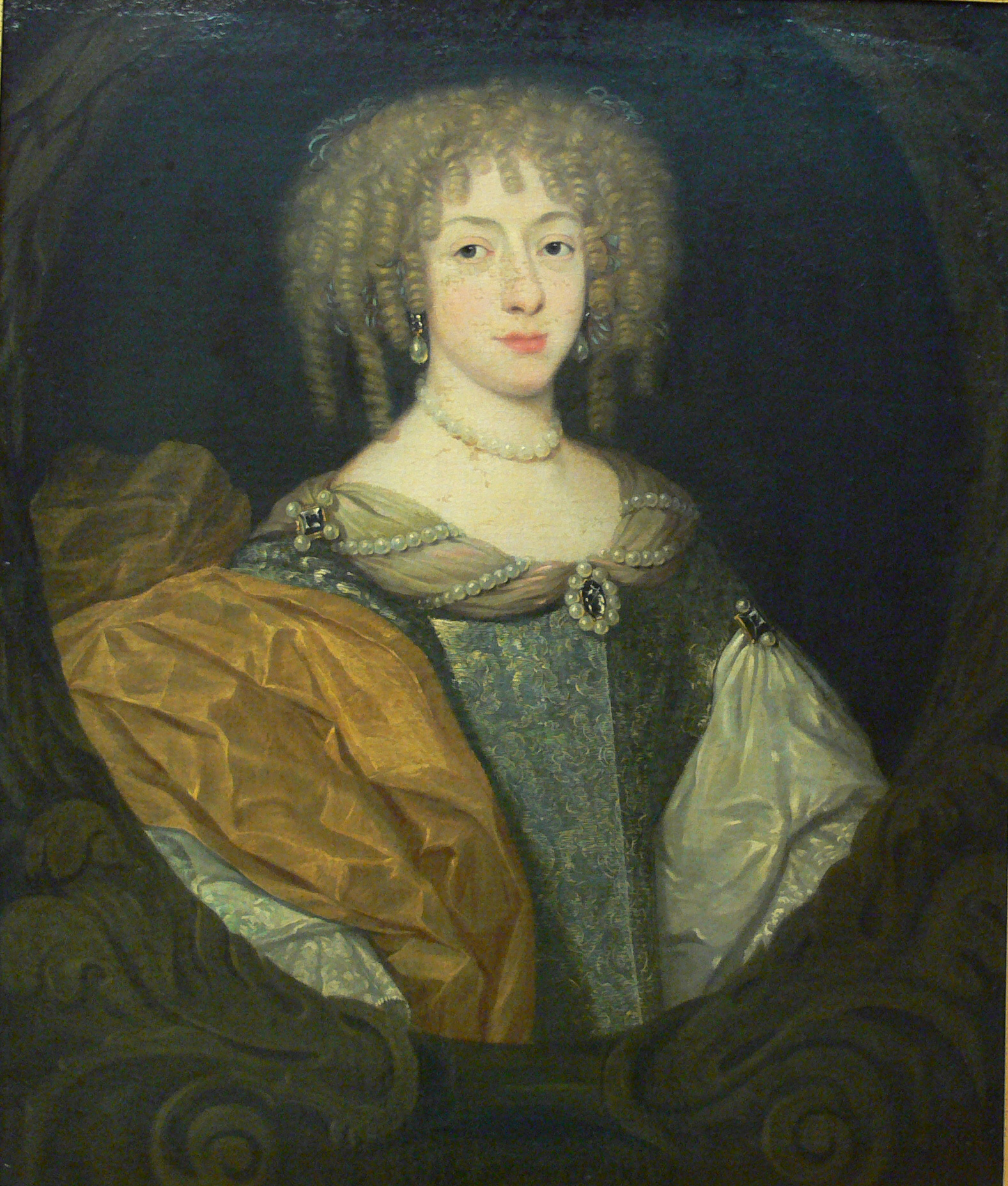
Liselotte von der Pfalz 1670 rem.

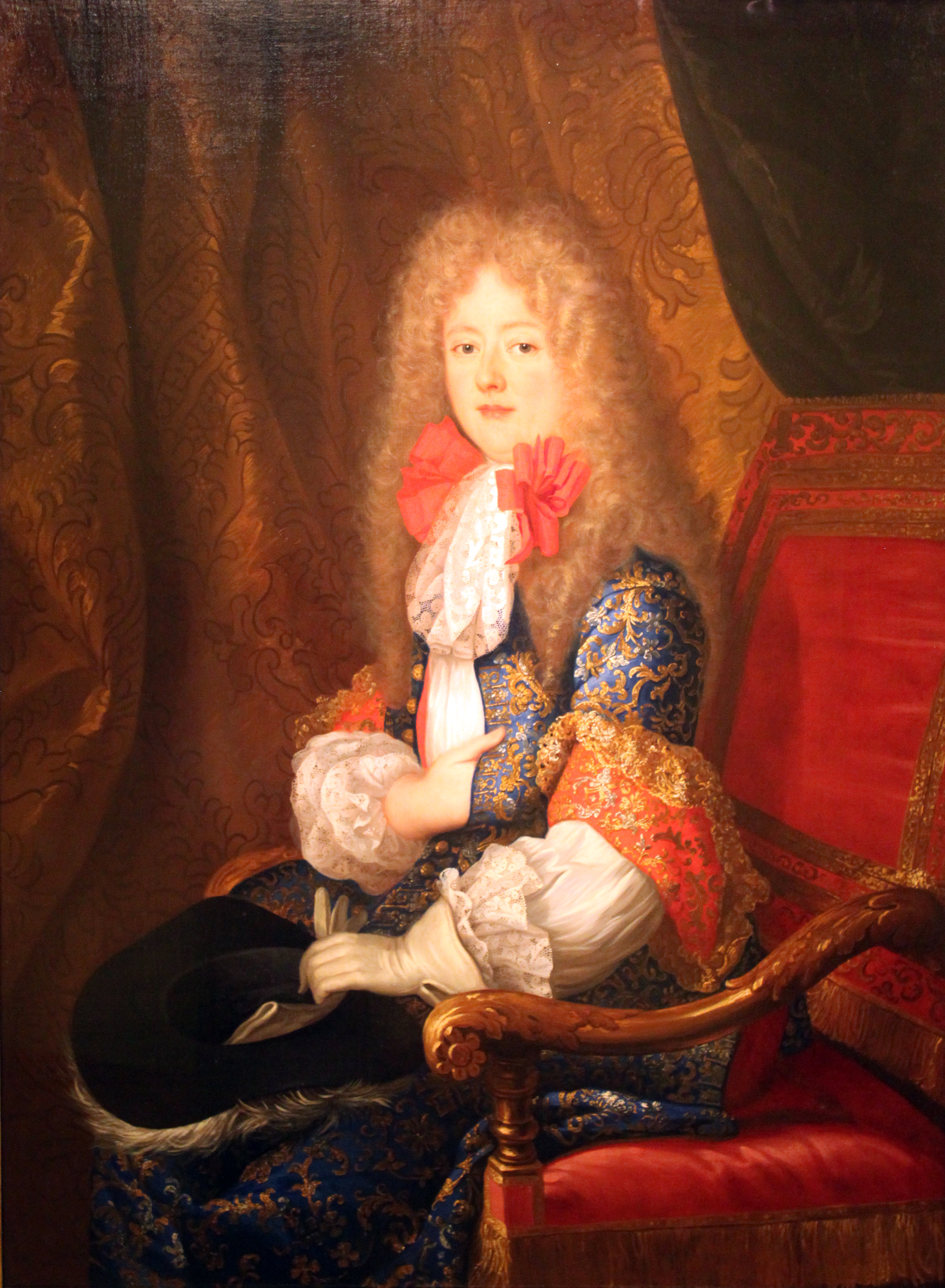
Elisabeth Charlotte av Pfalz i jaktdräkt.

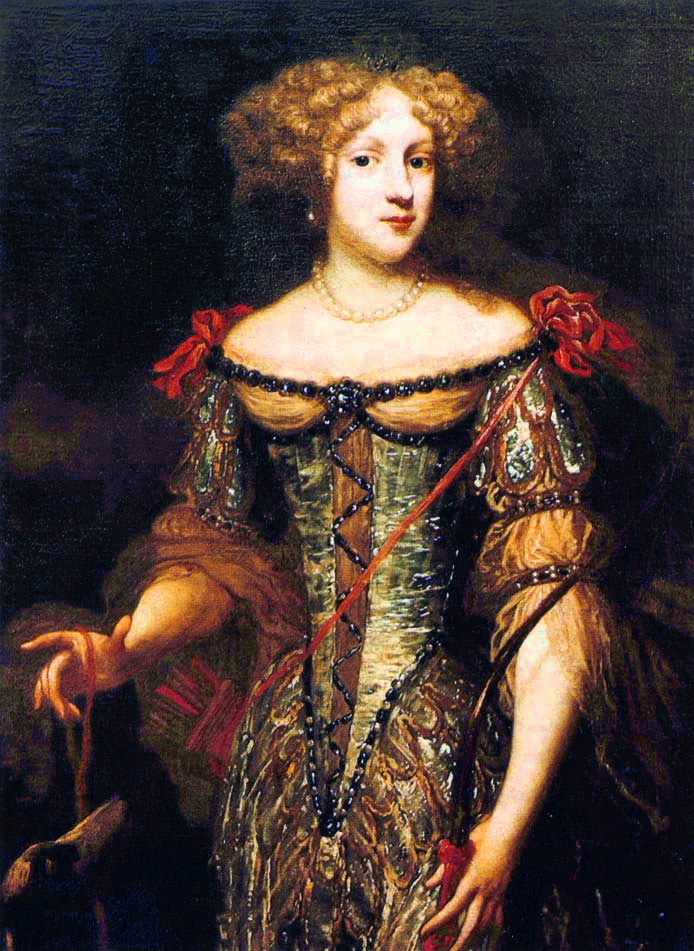
Elisabeth Charlotte av Pfalz.

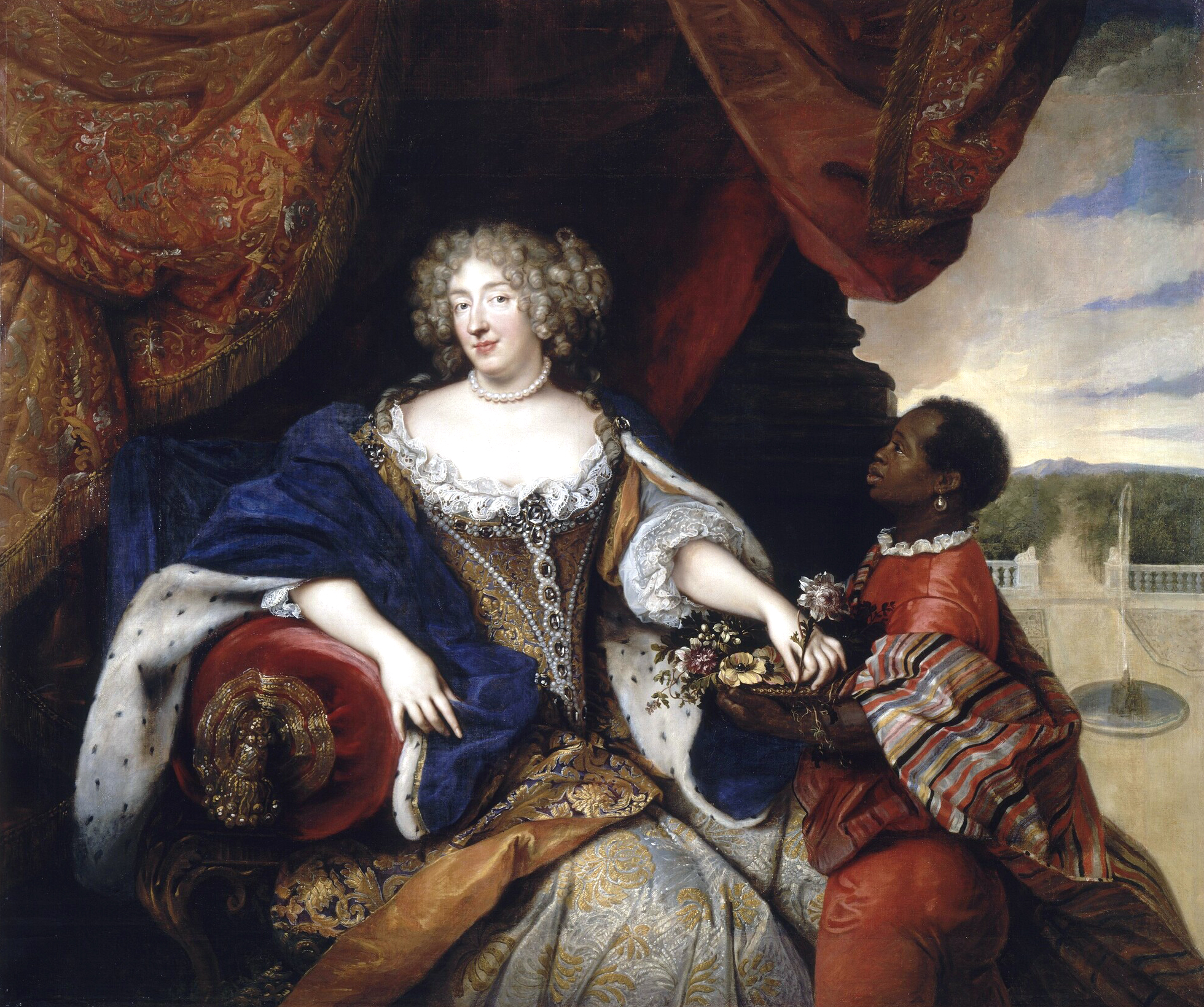
Elisabeth Charlotte av Pfalz, 1680.

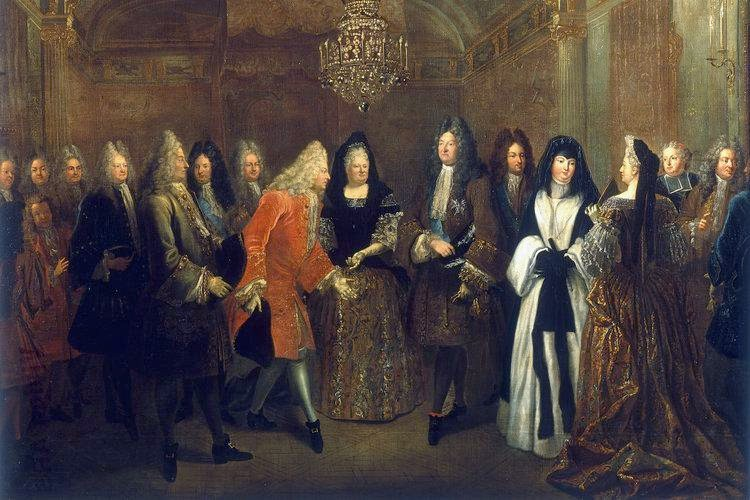
1714.

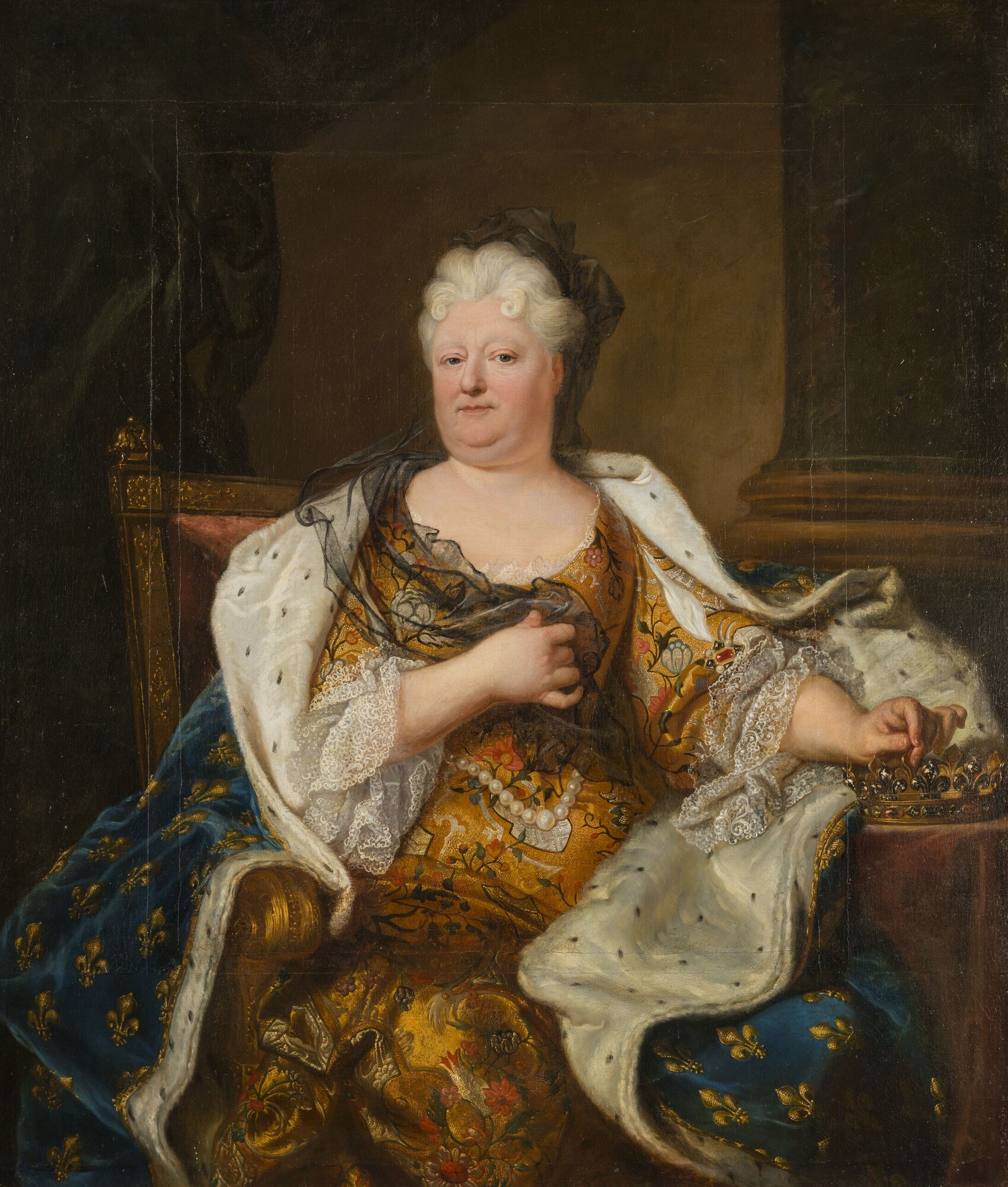
Elisabeth Charlotte av Orléans 1719.

Élisabeth Charlotte av Pfalz, tyska Elisabeth Charlotte von der Pfalz, kallad Liselotte, född 27 maj 1652 i Heidelberg, död 9 oktober/8 december 1722 i Saint-Cloud, var en fransk prinsessa och hertiginna av Orléans. Gift 1671 med hertig Filip I av Orléans, yngre bror till kung Ludvig XIV av Frankrike. Hon är främst känd som brevskrivare. 
Liselotte beskrivs som en rättfram och uppriktig person, bildad och tolerant mot religiöst oliktänkande. Hon uppfostrades delvis hos sin faster Sofia av Pfalz på grund av sina föräldrars skilsmässa. År 1671 gifte hon sig med Ludvig XIV:s bror. Hennes make var homosexuell och efter att ha fått tre barn under de första fem åren av sitt äktenskap levde paret i praktiken skilda liv. 
Hon blev omtyckt vid det franska hovet, där hon var allmänt känd enbart som "Madame". Kungen uppskattade hennes kvickhet och intresse för friluftsliv och teater, och valde flera av sina älskarinnor bland hennes hovdamer. Hennes relation med kungen blev ansträngd sedan han 1683 gifte sig med Madame de Maintenon, som Liselotte ogillade, men hon kvarblev vid hovet och spelade rollen som första dam mellan kronprinsessans död 1690 och kronprinsens sons giftermål 1697. När hennes bror avled 1685 gjorde hennes svåger Ludvig XIV anspråk på Pfalz för hennes räkning, något som utlöste det pfalziska tronföljdskriget. 
Hon fick stanna kvar vid hovet även sedan hon blev änka 1701, och under Ludvig XIV:s sista år var hon en av hans närmaste vänner. Hennes son var Frankrikes ställföreträdande regent under Ludvig XV:s omyndighet 1715-1723, och under sina år som regentens mor blev hon flitigt uppvaktad av supplikanter, något hon starkt ogillade. 
Liselotte är berömd som brevskrivare. Hennes omfattande brevkorrespondens är en källa till detaljerad kunskap om personerna och aktiviteterna vid svågern Ludvig XIV:s hov och hennes sons regeringstid. 

## Biografi

### Uppväxt
Elisabeth Charlotte föddes 27 maj 1652 i slottet i Heidelberg som dotter till Karl I Ludwig av Simmern-grenen av huset Wittelsbach och Charlotte av Hessen-Kassel. Som barn kom hon att kallas Liselotte, ett sammandrag av hennes båda namn. 
På grund av föräldrarnas stormiga äktenskap tillbringade hon en del av sin uppväxt hos sin faster, Sofia av Pfalz, där hon trivdes mycket bra. Hennes föräldrar separerade år 1653, och 1658 lät fadern ta ut skilsmässa, och gifta om sig med Marie Luise von Degenfeld. 
Liselotte fick därför med faderns tillstånd bo hos sin faster vid hovet i Hannover mellan 1659 och 1662. Hon uppfostrades där under uppseende av Anna Katharina von Harling, som hon senare brevväxlade med i resten av sitt liv. Hon hade en fransk guvernant, Madame Trelon, och talade flytande franska. 
År 1663 nådde hennes föräldrar slutligen en överenskommelse i de utdragna skilsmässoförhandlingarna och hennes mor fick ekonomisk ersättning och kunde lämna Heidelberg. Därefter lät fadern föra tillbaka Liselotte till sitt hov i Heidelberg. Hon kom väl överens med sina halvsyskon, barnen ur faderns nya äktenskap. 
Förutom franskundervisning, dans, spinettspel, sång, handarbete och historia bestod hennes undervisning huvudsakligen av regelbundna bibelläsningar "på två språk, tyska och franska". Hennes nya guvernant, Maria Ursula Kolb von Wartenberg, kallad "Kolbin", skulle också se till att hon inte fastnade i "något hat eller fördomar mot någon för att de tillhörde en annan religion". Anledningen till detta var möjligen att hon skulle få möjlighet att anpassa sig till sin framtida makes religion. Även om hon var tvungen att konvertera till katolicismen av dynastiska skäl före sitt äktenskap, förblev hon skeptisk till all dogmatism under hela sitt liv. 
Hon mottog flera förslag om äktenskap, bland dem från Vilhelm III av Oranien, och från Ludvig XIV:s bror Filip I av Orléans. Ludvig XIV önskade gifta bort sin bror, som 1670 hade blivit änkling. Brodern hade endast två döttrar, och kungen själv hade endast en son, vilket gjorde det nödvändigt för hans bror att gifta om sig för att få fler potentiella manliga tronarvingar, eftersom Frankrike inte hade kvinnlig tronföljd. 
Äktenskapet föreslogs av Anna Gonzaga, som var änka efter Liselottes farbror och personlig vän till hertigen av Orleans och var bosatt i Paris. Ludvig XIV uppfattade en allians mellan Frankrike och Pfalz som fördelaktig. Liselotte hade endast en bror med svag hälsa, och det uppfattades därför som möjligt för henne att bli den framtida arvtagaren av Pfalz, ett arv som hon genom äktenskapet kunde överföra till Frankrike, något som kunde ge Frankrike inflytande i Tyskland och hjälpa kungens aspirationer på kejsarkronan. 
Hennes familj accepterade det franska frieriet på grund av den status det innebar att gifta in sig i den franska kungafamiljen. Själv uppgav Liselotte i sina memoarer att hon inte hade velat lämna Tyskland och gifta sig, men att hon hade gått med på det för att lyda sin far. 

### Giftermål och äktenskap
Liselotte lämnade Pfalz i sällskap med sin ingifta faster Anna Gonzaga. Enligt äktenskapskontraktet skulle Liselotte avsäga sig sin tro och övergå till den katolska tron efter att hon hade lämnat sitt hemland, men innan hon passerade Frankrikes gräns. I Metz mottog hon katolsk undervisning av tre katolska präster som hade sänts ut av det franska hovet. 
Den 15 november 1671 i Metz avsade sig Liselotte officiellt sin gamla reformerta tro och konverterade till romersk katolicism. 
Vigseln per procura, per ombud, ägde rum nästa dag, den 16 november 1671 i Metz katedral inför biskop Georges d'Aubusson de La Feuillade; brudgummen representerades av hertigen av Plessis-Praslin, och fyra dagar senare mötte hon sin make i Châlons-sur-Marne. Paret fortsatte därifrån till det franska hovet, som just då bodde på slottet i Saint Germain, där hon presenterades för resten av kungafamiljen. 
Äktenskapet var olyckligt. Filip var öppet homosexuell och levde i ett fast förhållande med Chevalier de Lorraine. Han hade också andra favoriter och ett flertal mindre affärer med andra män, hänvisade till honom av Chevalier själv och en av hans vänner, Antoine Morel de Volonne, som Filip gjorde till Liselottes majordomo. 
Filip hade samlag med Liselotte motvilligt och av plikt för att avla barn, och Elisabeth Charlotte förklarade att han var tvungen att ha radband och heliga medaljonger utplacerade på strategiska ställen för att kunna förmås till att utföra ett heterosexuellt samlag med henne. 
Efter att två söner och en dotter hade fötts och de bedömde att deras reproduktiva plikt var uppfylld, kom makarna 1676 överens om att sluta ha samlag, och levde därefter i praktiken skilda liv. Liselotte uppgav i sina memoarer att det var Filip som hade föreslagit saken, till hennes egen stora lättnad.  
Liselotte kommenterade att hon inte brydde sig om Filips älskare så länge de behandlade henne med respekt, men att hon inte var rädd för att tillrättavisa dem när de försökte underminera hennes ställning, något som då och då skedde. 
Det finns inga uppgifter om att Liselotte själv hade något förhållande. Hon uppgav själv i sina memoarer att hennes väninna furstinnan av Monaco en gång förgäves försökte förföra henne, sedan försökte få henne intresserad av Chevalier Philippe de Vendome; och när inte heller detta lyckades utbrast att Tyskland måste vara kallare än någon annan nation, när Liselotte uppenbarligen inte var intresserad av vare sig män eller kvinnor.
Tillsammans med sin make Filip grundade hon det moderna Huset Orléans – deras enda överlevande son, Filip av Orléans, verkade som regent i Frankrike under den tid då Ludvig XV av Frankrike var minderårig. 
Hon är också anmoder till Ludvig Filip I av Frankrike, och därmed anmoder till många europeiska kungahus, som det spanska kungahuset, samt de före detta italienska och bulgariska kungafamiljerna. 
Liselotte blev också styvmor till Filips två döttrar i hans tidigare äktenskap, den nioåriga Marie-Louise, med vilken Liselotte kunde bygga upp en varm, men systerlig relation, och den bara tvååriga Anne Marie, som inte hade något minne av sin egen mor och som hon älskade som sitt eget barn. När hennes styvdotter Marie Louise av Orleans gifte sig med kungen av Spanien år 1679, följde hon henne så långt som till staden Orléans. 
Hennes relation till sina egna barn var mycket nära, särskilt hennes relation till sin son; även om hon initialt starkt ogillade sin svärdotter på grund av dennas bakgrund, kom hon så småningom att uppskatta denna som person, och ogilla sin sons otrohet.

### Hertiginna av Orléans
Genom sitt giftermål blev Liselotte också en offentlig person i egenskap av svägerska till Ludvig XIV. Som bror och svägerska till monarken titulerades Filip och Liselotte som enbart Monsieur och Madame, och förväntades regelbundet representera vid hovet, där Elisabeth Charlotte var högst i rang av kvinnorna efter drottningen och kronprinsessan. 
Liselotte hade en egen lägenhet i makens residens Palais Royal i Paris och Château de Saint-Cloud på landet. Paret bodde dock huvudsakligen vid det kungliga hovet, där de på kungens önskan var tvungna att vara närvarande under ungefär tre fjärdedelar av året, inledningsvis i det nya slottet Saint-Germain-en-Laye och, efter dess färdigställande 1682, i slottet i Versailles, där de hade var sin lägenhet i huvudflygeln. Liselotte hade ett eget hov med 250 personer, vilket kostade 250 000 livres årligen; hertigen hade ett ännu större. 
Liselotte gjorde ett gott intryck i Frankrike. Hon beskrevs inte som en skönhet, något som annars var viktigt vid det franska hovet, och inför hennes ankomst hade societeten varit skeptisk inför att, som Madame de Sevigné anmärkte, ta emot ännu en utländsk prinsessa som inte talade franska. Drottningen, som efter tio år i Frankrike talade franska med brytning och aldrig hade anpassat sig till den franska kulturen, sågs som ett dåligt exempel. 
Liselotte gjorde dock succé i sällskapslivet med sitt kultiverade och samtidigt öppenhjärtiga sätt. Hennes kultiverade bildning blev en glad överraskning på de som hade förväntat sig att hon skulle vara grov och barbarisk, och hennes uppriktighet uppfattades som uppfriskande. Hon ansågs anpassa sig väl till den franska kulturen, trots att hon behöll flera tyska vanor. 
Bland hennes vänner nämns prinsessan Catherine Charlotte de Gramont, som innehade ämbetet som hennes främsta hovdam men dog 1678, och hennes hovdam Lydie de Théobon-Beuvron. 
Hennes egna vanor var enkla och hon ägnade sig mest åt att rida och upprätthålla en omfattande korrespondens. Hon brydde sig inte om kläder, och det sades att hon endast hade riddräkter och galaklänningar i sin garderob. Under denna tidsepok brukade franska adelskvinnor inte klä på sig till vardags såvida de inte lämnade hemmet eller tog emot besök, utan tillbringa hela dagarna i "deshabillé", det vill säga en lös hemmadräkt som motsvarade morgonrock. Liselotte däremot klädde på sig varje dag. Hon föredrog att klä sig i riddräkt, något vid denna tid innebar att en kvinna klädde sig som en man utöver en kjol, och som var mer bekvämt och praktiskt än kvinnokläder; när hon inte var tvungen att klä sig formellt, och då bar hon full galadräkt. 
Kungen blev förtjust över hennes kvickhet och underhållande sätt, och hon sades alltid kunna få honom att skratta. Hon delade kungens intresse för friluftsliv och följde ofta med honom på hans jakt och ridturer, särskilt under jaktsäsongen under höstmånaderna på Fontainbleau; han gladde sig åt hennes intresse för promenader och anmärkte att ingen använde de parker han anlagt runt sina slott så väl som henne; och han smakade gärna de tyska rätter hon lät tillaga. Hon delade också hans intresse för teater och var uppriktigt entusiastisk över de teaterföreställningar, opera och baletter kungen arrangerade vid hovet och ibland själv deltog i. 
Något politiskt inflytande hade hon aldrig, men hon kom att tillhöra kungens vänkrets. 
Det noteras att kungen ofta hämtade sina älskarinnor bland sin svägerskas hovdamer, och hennes hushåll kallades därför "Madames plantskola".
Liselotte ogillade kungens mätress Madame de Montespan och kände sympati för dennas rival Louise de La Valliere. När Louise de La Vallière 1674 gick i kloster blev hon beskyddare av dennas son med kungen, greven av Vermandois. 
Liselotte beskrev i sina memoarer Madame de Montespan som briljant, intelligent och kvick men hänsynslös i sina ambitioner och med en vana att förlöjliga andra.  
Denna fiendskap störde stundtals hennes relation med kungen, som på grund av hennes ogillande mot hans älskarinna blev mindre benägen att ingripa till hennes förmån mot sin bror när hennes makes favoriter försökte underminera hennes ställning. 
Under denna period skrev Liselotte beklagande att hennes make slösade så mycket pengar på sina favoriter att hon knappt hade några pengar över för sig själv och barnen, och tvingades förödmjuka sig genom att be kungen om hjälp.
En skandal utspelade sig 1683, när hennes makes älskare Chevalier de Lorraine förförde hennes fosterson greven av Vermandois, som på grund av detta förvisades från hovet av kungen. 
Jämsides med hennes ogillande av Madame de Montespan fanns hennes ogillande av kungens utomäktenskapliga barn, som han hade legitimerat och accepterat som medlemmar av sitt hov och sin familj. 
År 1683 avled drottningen och kungen gifte om sig med Madame de Maintenon. Liselottes ogillande av Madame de Maintenon är väl känt från hennes korrespondens, där hon beskrev denna som hycklande trångsynt, makthungrig och korrupt. 
När Ludvig XIV 1685 avskaffade ediktet i Nantes och iscensatte en förföljelser av hugenotter lade Liselotte skulden på Madame de Maintenon. Själv hade Liselotte aldrig konverterat annat än till namnet; hon nämner i sina brev att hon fann tröst i protestantismen privat även om hon offentligt deltog i alla katolska högtider som krävdes av henne. Hennes brev lästes av polisen och dess innehåll rapporterades till kungen och Madame de Maintenon, något som försämrade hennes relation till kungen. 
Liselotte själv uppgav att Madame de Maintenon ogillade henne för att hon misstänkte Liselotte för att vara skulden till att kungen inte offentliggjorde sitt giftermål och därmed aldrig gjorde henne till drottning. 
Vid hennes barnlöse brors död 1685 gjorde kungen anspråk på hennes hemland Pfalz på hennes vägnar, vilket utlöste de Pfalziska tronföljdskriget (1688-1697).
När Wittelsbachlinjen i Pfalz-Simmern dog ut 1685 i och med Liselottes brors, kurfursten Karl av Pfalz död, bröt Liselottes svåger, Ludvig XIV, arvsavtalet och gjorde anspråk på delar av Pfalzkurfurstendömet och inledde Pfalz tronföljdskriget, där bland annat Mannheim och Heidelberg, inklusive deras slott, systematiskt förstördes. 
Detta gjordes utan Liselottes stöd och mot hennes vilja, samtidigt som hon var tvungen att hantera sin halvbror Karls död, och i sina brev uttryckte hon förtvivlan över att hennes hemland Pfalz härjades i hennes namn mot hennes vilja.  
När kronprinsessan avled 1690 blev hon tekniskt sett hovets första dam fram till kronprinsens sons giftermål sju år senare; på grund av att kronprinsessan i flera år hade dragit sig undan hovlivet av hälsoskäl hade Liselotte redan i flera år ombetts att spela rollen som hovets första dam. 
År 1692 gifte Ludvig XIV bort hennes son mot hennes vilja med Françoise-Marie de Bourbon, en av hans oäkta men legitima döttrar med Madame de Montespan. Detta ansågs allmänt vara en mesallians och Liselotte kunde inte behärska sina känslor inför vad som uppfattades som en offentlig förödmjukelse: flera källor nämner den berömda scenen då hon brast i gråt offentligt inför hela hovet och slog sin son i ansiktet sedan hon fått veta att han gått med på giftermålet, och öppet vände kungen ryggen för att demonstrera sitt ogillande. Denna konflikt ledde till att kungen drog tillbaka den personliga inkomst han dittills hade gett henne, och att hon i fortsättningen endast hade de pengar hennes make valde att ge henne. 
År 1693 drabbades Liselotte av smittkoppor, något som förstörde hennes utseende. Hon kommenterade att hon inte brydde sig om det eftersom hon alltid varit ful. Hennes hälsa tycks ha påverkats av denna sjukdomsperiod, då hon efter 1693 alltmer sällan red eller promenerade, och som ett resultat blev hon kraftigt överviktig. 
Kronprinsens son och arvinge gifte sig med Marie-Adélaïde av Savojen den 7 december 1697, vilket innebar att Liselotte förlorade sin ställning som Frankrikes första dam, något som gjorde att hennes make i protest var ovillig att närvara vid bröllopet med ursäkten att han var sjuk.
Våren 1701 förklarades hennes faster Sofia av Pfalz som arvtagare till den engelska tronen. Liselotte skulle i normala fall ha hamnat först i den brittiska tronföljden direkt efter sin faster, men hon avskrevs eftersom hon hade konverterat till katolicismen. Hon kommenterade att hon hellre hade varit kurfurstinna av Pfalz än drottning i England, med tanke på engelsmännens sinne för humor, och att hennes faster skulle klara av det bättre än henne i alla fall.

### Änkehertiginna
Den 9 juni 1701 avled Filip på St. Cloud plötsligt, sedan han kollapsat vid hemkomsten efter ett besök på Versailles kvällen innan. Liselotte gick då igenom hans papper och brände kärleksbreven till honom från hans älskare. 
Filip hade inte lämnat någonting i arv till henne överhuvudtaget i sitt testamente. Hon var därmed utan inkomst och bostad, och stod inför valet att antingen be kungen om hjälp eller bosätta sig i kloster. Hon var medveten om detta och ska vid hans död ha blivit så överväldigad av tanken att hon öppet utbrast "Inte kloster!".
Hon gjorde därför ett försök att försona sig med kungen och Madame de Maintenon. 
Hon begav sig till sitt eget rum på Versailles, kallade på Madame de Maintenon, bad henne för första gången att sitta ned i hennes närvaro och bad henne om hennes hjälp för att få en inkomst från kungen och behålla sin bostad vid hovet som änka. Madame de Maintenon tog som svar fram kopior av brev skrivna av Liselotte som spridit förolämpningar om Maintenon runt om i Europa.
Kungen frågade henne till vilket kloster hon önskade dra sig tillbaka som änka, och hon svarade att hon inte ville dra sig tillbaka alls, utan stanna kvar vid hovet. Kungen svarade att om hon önskade stanna vid hovet måste hon och Madame de Maintenon försona sig med varandra. 
Liselotte förklarade för honom att hon endast hade ogillat Maintenon för att denna fått henne att mista kungens vänskap, och gärna försonades med henne. Kungen skickade då efter Madame de Maintenon, och på hans önskan försonades Liselotte och Madame de Maintenon och omfamnade varandra i hans närvaro. 
Det hela slutade med att kungen med Madame de Maintenons stöd gick med på att Liselotte fick en pension och tillstånd att behålla sina rum vid hovet. Liselotte kommenterade att försoningen dock endast var utvändig. 
Som änka undvek hon Palais Royal och Château de St. Cloud för att inte vara en börda för sin son och svärdotter, och följde istället med hovet runt de kungliga slotten, där hon hade rum reserverade för sig. När hovet vistades vid Versailles bodde hon ofta på Grand Trianon. 
Hon fortsatte att närvara vid alla offentliga högtidliga tillfällen, bjöds in till Marly och deltog fortfarande i kungens jakter, men numera från sin vagn. Däremot deltog hon sällan längre i kungens privata familjeliv på grund av sin dåliga relation till Madame de Maintenon och Marie-Adélaïde av Savojen. 
Sedan kronprinsparet båda hade avlidit år 1712 och kungen började känna sig ensam, inbjöd Madame de Maintenon henne att återigen delta i kungens privata krets. Under kungens sista tre år i livet tillhörde Liselotte därför återigen kungens närmaste vänner.

### Under sonens regeringstid
1715 avled Ludvig XIV och efterträddes av sin tio år gamla sonsons son Ludvig XV, med Liselottes egen son som ställföreträdande regent. Hovet upplöstes fram till kungens omyndighet, och Liselotte återgick till att bo på Palais Royal under vintern och i Château de St. Cloud på sommaren, och tillbringade sin tid med Louise-Françoise de Clérambault och tyskan Eleonore von Rathsamshausen. 
När hennes son blev regent ingrep hon för första gången i politiken, när hon framgångsrikt bad honom benåda hundratals förföljda protestanter och galärslavar. 
I egenskap av regentens mor uppvaktades hon ständigt av supplikanter när hon vistades i Paris, något som plågade henne svårt, och hon uttryckte hur lättad hon var varje gång hon lämnade staden. 
Hon oroade sig för intrigerna och konspirationerna mot sin son. Hon avskydde hans utrikesminister och senare premiärminister, fader Guillaume Dubois (kardinal från 1721); och hon misstrodde ekonomen och finanschefen John Law, som orsakade en monetär devalvering och spekulationsbubbla (Mississippi-bubblan). 
Under sin sons regeringstid reflekterade hon över förändringarna i samhället och kritiserade vad hon såg som dekadens. Hon vägrade ta emot någon dam som inte var korrekt klädd i hovdräkt och anmärkte att när kvinnor tycktes ha vant sig av vid att vara fullt påklädda, skulle det bli svårt för dem att vänja sig vid det igen när Frankrike återigen fick ett hov och en drottning. 
I juni 1722 besökte hon Versailles för sista gången, dit den tolvårige kung Ludvig XV just hade flyttat med sin fyraåriga spanska brud, och hon anmärkte då att nostalgin gjorde henne sorgsen. Hon avled i december samma år.

### Karaktärisering
Elisabeth Charlotte beskrivs som frisk och stark, vulgär och öppenspråkig. 
Hon jämfördes med en amason, kunde jaga en dag utan att bli trött, vägrade att skydda sin hy mot solen och gick så snabbt att få personer hann med. Hon fick ett väderbitet utseende och blev, efter att hon upphörde med sin ridning 1693, kraftigt överviktig. 
Hon tyckte illa om flirt, hade inga förhållanden och ogillade skarpt alla utomäktenskapliga relationer hon såg vid franska hovet, men var för ointresserad för att hindra sina hovdamer att ha sådana - hon dansade heller inte, och skilde sig i de flesta frågor från kulturen vid det franska hovet.

## Författarskap
Elisabeth Charlotte är berömd för sin korrespondens, som betraktas som en viktig källa om Ludvig XIV:s hov. De flesta av hennes brev var skrivna till fastern, hennes halvsystrar och Gottfried Leibniz. Hennes brev har samlats och utgivits som hennes memoarer. 
Beteckningen brev är dock ibland en lös benämning. Hon skrev också anteckningar som snarare var memoarliknande beskrivningar av olika personer, och anekdoter ur hennes minnen om dem. Hennes brev innehåller sådana karaktärsbeskrivningar och anekdoter om samtliga medlemmar av den kungliga familjen och ett antal viktigare personer ur det samtida hovet, så som kungens mätresser. En första samling brev utgavs 1788. Liselottes memoarer tillhör de mer berömda memoarerna från hennes samtid.

## Eftermäle
Asteroiden 4757 Liselotte är uppkallad efter henne.